# Dénomination d'une personne en malgache
En malgache, le nom de personne se présente sous la forme du nom (anarana, peut être équivalent du nom de famille, mais relève initialement d'un choix des parents) suivi du postnom (fanampin'anarana ou fanampiny, équivalent du prénom). Cette terminologie de « postnom » retranscrit l'usage de placer le nom individuel après le nom de filiation.

## Nom
Dans la tradition malgache, le nom ne se transmet pas de manière patrilinéaire. Chaque individu reçoit un nom unique, choisi en fonction d’un souhait, d’une circonstance ou d’un trait de caractère qui lui est propre. Cette pratique explique pourquoi les Ntaolo (ancêtres) attendaient plusieurs mois, voire plusieurs années après la naissance, avant d’attribuer un nom définitif à l’enfant. Durant cette période, celui-ci était désigné par des sobriquets. Ce n’est qu’après la cérémonie de l’ala volon-jaza (première coupe de cheveux) que le nom était officiellement établi.  
Selon les croyances malgaches, la nomination d’un être suit un processus symbolique. À la naissance, l’enfant est encore considéré comme un être inachevé, assimilé à une bête. L’ala volon-jaza marque sa transition vers l’humanité en lui ôtant symboliquement son « pelage animal ». Ce rituel lui confère son statut de personne à part entière, justifiant ainsi que le nom ne soit fixé qu’une fois cette étape accomplie.

## Postnom
Dans la société malgache traditionnelle, l’usage du nom personnel est régi par des principes culturels et spirituels stricts. Contrairement aux systèmes occidentaux, il n’existe pas de prénom au sens conventionnel, mais plutôt des surnoms ou sobriquets (anarana an-davanandro) utilisés quotidiennement. Cette pratique s’explique par la croyance selon laquelle le nom véritable (anarana) est lié au vintana (destin) d’un individu et ne doit pas être prononcé à la légère. Dans le cadre d’un kabary (discours rituel), il est d’usage de présenter des excuses avant de mentionner le nom d’une personne, car le prononcer en sa présence pourrait porter atteinte à son destin.

### Impact de la colonisation sur les pratiques onomastiques
Durant la période coloniale, les autorités administratives imposèrent un système de nomination fixe afin de faciliter le recensement. Les noms traditionnels, souvent inspirés des douze vintana (cycles astrologiques malgaches), posaient des difficultés logistiques en raison de leur répétition fréquente (par exemple, plusieurs individus nommés Dama ou Vola dans un même village). Cette réforme marqua la généralisation des prénoms, qui furent initialement imposés selon des modèles européens.  

### Postnoms contemporains
Bien que l’introduction des postnom soit un héritage colonial du prénom, une tendance récente valorise les postnoms d’origine malgache, souvent porteurs de souhaits ou de bénédictions pour le nouveau-né. Ces postnoms, distincts des noms traditionnels, s’éloignent des influences occidentales et renouent avec des significations culturellement ancrées. Ainsi, malgré les bouleversements historiques, la nomination à Madagascar conserve une dimension symbolique, mêlant traditions ancestrales et adaptations modernes.

## Noms de la noblesse
Les noms nobles à Madagascar, contrairement à ceux de la France et de nombreux pays européens, ne sont pas précédés d’une particule nobiliaire (même si, par exemple, en France, la particule n'est pas toujours synonyme d'appartenance à une famille noble) pour signaler l’appartenance à la noblesse. Néanmoins, des signes distinctifs permettaient d’identifier les nobles. Des formules spécifiques de salutation ont existé par contre.
Souvent mais pas exclusivement, les noms nobles des hautes terres commencent par le préfixe Andria-  ou Ra. Pourtant, le nom malgache étant propre à chaque individu, il est difficile d'affirmer qu'une personne portant ce préfixe est noble si l'on ne connaît pas sa parenté. Après la fin de la monarchie en Imerina, de nombreux parents ont choisi de donner à leurs enfants des noms incluant le préfixe Andriana, bien qu'ils n'aient aucun lien de parenté avec l'ancienne aristocratie. Aussi, très souvent chez les Malgaches, pour savoir si une personne (ou une famille) appartient à la noblesse ou non, ils demandent ou ils essaient de connaître la région (parfois très localisée comme une commune) d'origine de la personne ou de la famille. Autrement dit, il s'agit d'identifier le lieu où se trouvent les tombeaux des ancêtres de ladite personne ou de la famille concernée et/ou le lieu où ont vécu ces ancêtres. D'ailleurs, il n'est pas rare que des descendants de ces ancêtres vivent encore sur les terres de leurs ancêtres. Grâce à une tradition orale encore bien ancrée chez les Malgaches, même chez les jeunes, il est aisé de rencontrer une personne capable de dire que les familles originaires de tel endroit précis et descendant de tels ancêtres sont des nobles (Andriana). En somme, chez les Malgaches, ce sont « le lieu et les liens qui font le noble » mais pas le nom.
Chez les Andriana, le patrimoine foncier est un héritage sacré transmis de génération en génération. Il symbolise non seulement le prestige et le statut social, mais aussi la continuité d’une lignée. La tradition veut que ces terres ne soient ni vendues ni morcelées afin de préserver l’intégrité du domaine familial. Ce patrimoine joue un rôle essentiel dans l’autonomie économique des familles nobles, notamment à travers l’agriculture et l’exploitation des ressources naturelles. Il revêt également une dimension culturelle et spirituelle, certaines terres abritant des tombeaux royaux ou des lieux de culte ancestraux. Cependant, ce modèle est confronté à plusieurs défis contemporains, tels que la pression foncière due à l’urbanisation, le morcellement des héritages et la nécessité d’adapter ces propriétés à des enjeux modernes comme le développement agricole ou touristique.